# Stiepan Borozieniec
Stiepan Nikołajewicz Borozieniec (ros. Степан Николаевич Борозенец, ur. 20 sierpnia 1922 we wsi Tawriczeskoje w obwodzie wschodniokazachstańskim, zm. 26 sierpnia 2016 w Chicago) – radziecki lotnik wojskowy, Bohater Związku Radzieckiego (1945).

## Życiorys
Urodził się w rosyjskiej rodzinie chłopskiej. Skończył 7 klas i semipałatyński aeroklub, od 1941 służył w Armii Czerwonej, w 1943 ukończył wojskową lotniczą szkołę pilotów w Orenburgu. Od stycznia 1944 walczył w wojnie z Niemcami, był dowódcą klucza 569 pułku lotnictwa szturmowego 199 Dywizji Lotnictwa Szturmowego 4 Korpusu Lotnictwa Szturmowego 4 Armii Powietrznej 2 Frontu Białoruskiego w stopniu porucznika, wykonał 94 loty bojowe, niszcząc technikę i siłę żywą przeciwnika. W 1956 ukończył Akademię Wojskowo-Powietrzną, w 1976 został zwolniony do rezerwy w stopniu pułkownika. Mieszkał w Charkowie, gdzie wykładał w szkole lotników wojskowych, w 1990 przeprowadził się do Moskwy, a w 1995 do Chicago, gdzie zmarł i został pochowany.

## Odznaczenia
- Złota Gwiazda Bohatera Związku Radzieckiego (18 sierpnia 1945)
- Order Lenina
- Order Czerwonego Sztandaru
- Order Wojny Ojczyźnianej I klasy (trzykrotnie)
- Order Wojny Ojczyźnianej II klasy
- Order Czerwonej Gwiazdy (dwukrotnie)
- Order „Za służbę Ojczyźnie w Siłach Zbrojnych ZSRR” III klasy

I medale.